# 林玄
林玄（1585年—？），字玄之，號福愛，福建兴化府莆田县人。明朝政治人物。

## 生平
萬曆三十四年（1606年）丙午科福建鄉試舉人，就任昌平教谕，天啓元年聘考秦中，多得名士。二年（1622年）壬戌科成進士。授四川富顺知县，县田赋、徭役、邮传种种害民，玄至，不顾谤讪，力清诸弊，以不能曲事上官，改顺天教授，转国子监助教，晋户部主事，监兑江西。漕事以辨，屏绝一切輿輓之馈。既还部，以郎中榷饷山海关，禁却例羡，吏不得索一钱。崇祯五年（1632年）擢知彰德府，次年降大理寺副，迁寺正，转工部郎中，降宁波通判，尝摄郡符，宽和为政，事务便民，民共歌之。秩满三年，卒于官。著有《梵声室文集》，佥事王思任为之序，都宪刘宗周状其行。

## 家族
曾祖林雲，陽春縣教諭。祖林一鶚。父林安楠，以子玄赠主事。母歐氏。永感下。叔林安祯，字吉甫，嘉靖十六年丁酉科举人，官监利知县。
娶鄭氏。子林譔（庠生）、林騋。